# کوسور (داغستان)
کوسور (به لاتین: Kusur) یک منطقهٔ مسکونی در روسیه است که در داغستان واقع شده‌است.